# Jerome Clark
Jérome Clark est né le 27 novembre 1946 à Canby, dans le Minnesota. C'est un écrivain américain spécialisé dans l'ufologie, sur les OVNIS, ainsi que sur les sujets paranormaux. Il est apparu dans ABC News, le département de l'information du réseau de télévision américain American Broadcasting Company (ABC), et les séries télévisées Unsolved Mysteries et Sightings (en) et sur la chaîne A&E pour y parler des ovnis et autres phénomènes parapsychologiques. Clark est aussi chanteur de musique country et de musique folk.

## Biographie
Clark est né et a grandi à Canby, dans le Minnesota. Il a fréquenté l'Université d'État du Dakota du Sud et l'Université d'État du Minnesota (Moorhead). Il a été écrivain, reporter et rédacteur en chef d’un certain nombre de magazines qui couvrent les ovnis et d’autres sujets paranormaux. Il a été rédacteur en chef du magazine Fate et de International UFO Reporter, et membre du conseil d'administration du Center for UFO Studies,,. Il est l'auteur de l'encyclopédie en plusieurs volumes intitulée The UFO Encyclopedia: The Phenomenon From The Beginning, dont la première édition a été publiée en 1992.
Library Journal commence son compte-rendu de l'encyclopédie par « une autorité ufologue respectée fournit une mise à jour indispensable du domaine [OVNI] avec cette nouvelle encyclopédie... c'est le traitement le plus complet à ce jour de ce phénomène déroutant... l'[encyclopédie] devrait être examinée par les bibliothèques publiques et universitaires plus importantes. ».
Selon Choice: Current Reviews for Academic Libraries (en), « les articles sont factuels et équilibrés, sans prédominance du point de vue des sceptiques ou de celui des croyants » et The UFO Encyclopedia est « recommandé pour les bibliothèques publiques et les collections de premier cycle ».
En 1997, une édition abrégée en un volume de The UFO Encyclopedia, intitulée The UFO Book: Encyclopedia of the Extraterrestrial, a été publiée sous forme de livre de poche. En 1998, The UFO Book a remporté le prix Benjamin Franklin dans la catégorie science/environnement, parrainé par l'Independent Book Publishers Association (en).
Dans son compte-rendu de son livre de 1999 intitulé Cryptozoology A to Z, Salon a déclaré que Clark et sa co-auteure, Loren Coleman (en), "témoignent d'une nature touchante de soutien" pour un sujet souvent critiqué pour son manque de rigueur scientifique.
Sunday Express a combiné sa critique du livre de Clark de 2000, Extraordinary Encounters, An Encyclopedia of Extraterrestrials and Otherworldly Beings, avec un autre livre similaire intitulé UFOs and Popular Culture de James R. Lewis (en), appelant les deux livres "inexplicablement divertissants" et commentant qu'ils « parviennent à maintenir une saine rationalité et ouverture d'esprit, ni trop sceptique ni trop disposés à croire les prétentions des marchands d'OVNIS ».
Selon l’universitaire sceptique Paul Kurtz, « Clark reproche aux sceptiques d'être obtus et dogmatiques, mais il est facilement impressionné par des indices douteux ».

## Compilation et critiques de musique
Clark a écrit des chansons qui ont été enregistrées ou interprétées par des musiciens tels qu'Emmylou Harris, Mary Chapin Carpenter et Tom T. Hall. Il a collaboré avec Robin and Linda Williams (en). Il a également écrit un certain nombre de critiques d'albums de musique folk américaine et de CD pour le magazine Rambles.

## Livres publiés
- Unexplained: Strange Sightings, Incredible Occurrences, and Puzzling Physical Phenomena, third edition, 2012, Visible Ink Press,  (ISBN 1-57859-344-1)
- Hidden Realms, Lost Civilizations, and Beings from Other Worlds, 2010, Visible Ink Press,  (ISBN 1-57859-175-9)
- The Unidentified & Creatures of the Outer Edge by Jerome Clark and Loren Coleman. Anomalist Books, 2006.  (ISBN 1933665114)
- Unnatural Phenomena: A Guide to the Bizarre Wonders of North America, 2005, ABC-Clio Books,  (ISBN 1-57607-430-7)
- Strange Skies: Pilot Encounters with UFOs, 2003, Citadel Books,  (ISBN 0-8065-2299-2)
- Extraordinary Encounters: an Encyclopedia of Extraterrestrials and Otherworldly Beings, 2000, ABC-CLIO.  (ISBN 1-57607-379-3)
- Cryptozoology A to Z: The Encyclopedia of Loch Monsters, Sasquatch, Chupacabras, and Other Authentic Mysteries of Nature by Loren Coleman and Jerome Clark. Simon and Schuster, 1999.  (ISBN 0684856026)
- The UFO Encyclopedia: The Phenomenon From The Beginning (2-Volume Set), 1998, Omnigraphics Books,  (ISBN 0-7808-0097-4)
- The UFO Book: Encyclopedia of the Extraterrestrial, 1997, Visible Ink Press,  (ISBN 1-57859-029-9)
- Spacemen, demons, and conspiracies by Jerome Clark. Fund for UFO Research, 1997
- Encyclopedia of Strange and Unexplained Physical Phenomena, 1993, Thomson Gale Press,  (ISBN 0-8103-8843-X)
- Creatures of the goblin world by Jerome Clark and Loren Coleman. Clark Publications, 1984
- Earths Secret Inhabitants by D Scott Rogo and Jerome Clark. Tempo Books, 1979.  (ISBN 0-448-17062-0)
- The Unidentified: Notes Toward Solving the UFO Mystery by Jerome Clark and Loren Coleman. Warner Paperback Library, 1975.  (ISBN 0-446-78735-3)
- Strange & Unexplained Happenings: When Nature Breaks the Rules of Science by Jerome Clark and Nancy Pear. UXL Publishing, 1995.  (ISBN 0-8103-9780-3) [(en) présentation en ligne].

### Sources bibliographiques
- (en) Story, Ronald D. "Clark, Jerome", p. 74–76 in The Encyclopedia of UFOs; Ronald Story, editor; 1980,  (ISBN 0-385-13677-3)
- (en) Story, Ronald D. (Ed.), The Encyclopedia of Extraterrestrial Encounters, New American Library, 2001.